# Funabashi
Funabashi (japanska 船橋市, Funabashi-shi) är en japansk stad i prefekturen Chiba på den östra delen av ön Honshu. Den har cirka 620 000 invånare. Funabashi fick stadsrättigheter 1 april 1937. Staden ingår i Tokyos storstadsområde och är belägen vid Tokyobukten.
Funabashi har sedan 2003 status som kärnstad (japanska: 中核市?, Chūkakushi) enligt lagen om lokalt självstyre. 
I Funabashi öppnade Ikea 2006 sitt första varuhus i Japan.

## Källor

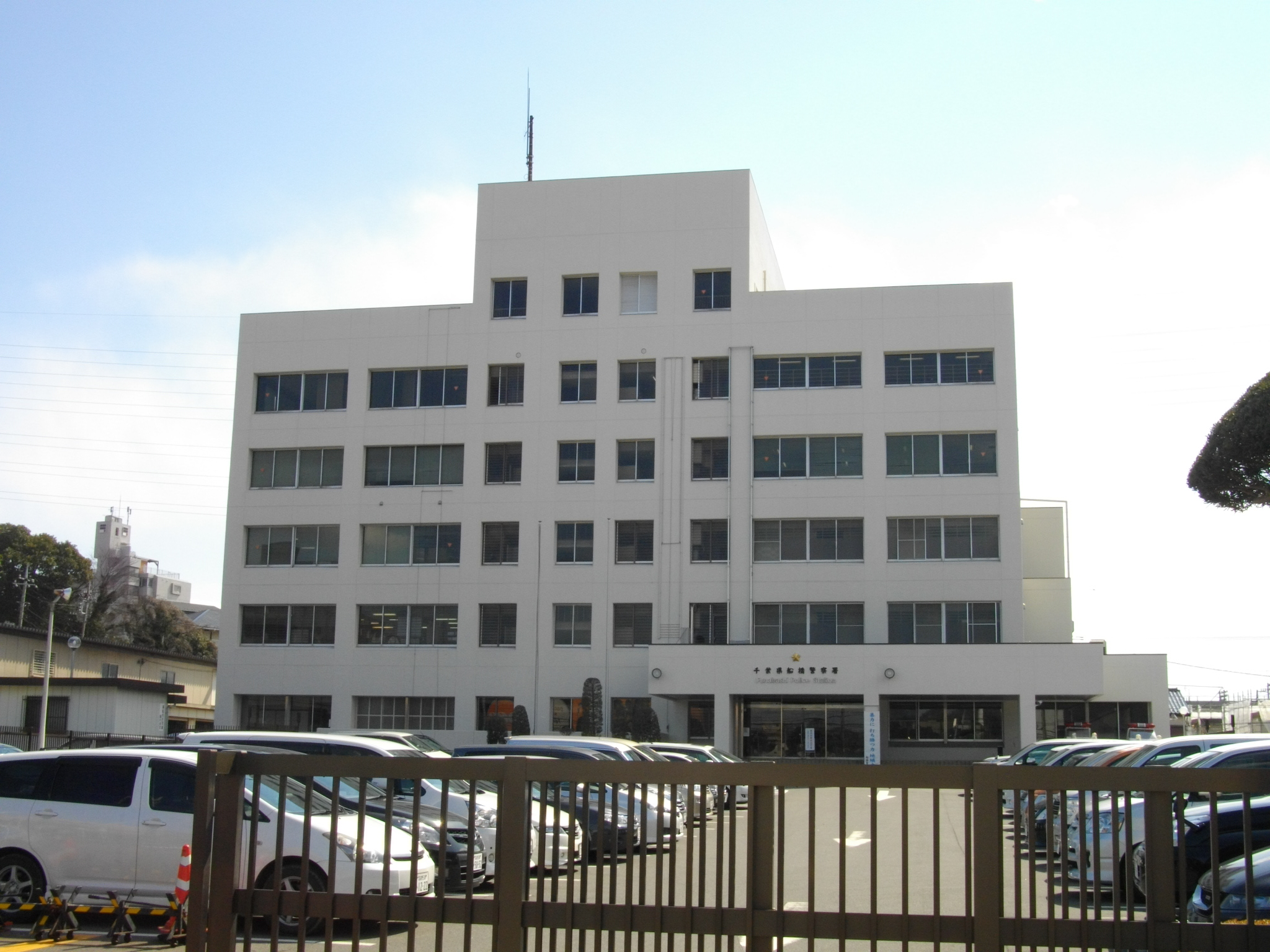
Polisstationen i Funabashi

## Borgmästare
- Kōshichi Fujishiro, 22 juli 1997–18 juli 2013
- Tōru Matsudo, 19 juli 2013–

Denna lista hämtas från Wikidata. Informationen kan ändras där.